# Эрикссон, Анна-Лиса
Анна-Лиса Эрикссон (швед. Anna-Lisa Eriksson; 21 июня 1928 года, Сундсвалль — 26 мая 2012) — шведская лыжница, бронзовый призёр Олимпийских игр и чемпионата мира.
На Олимпиаде-1956 в Кортина-д’Ампеццо завоевала бронзу в эстафетной гонке 3х5 км, в которой бежала второй этап, приняла и завершила свой этап на 4-м месте, но на последнем этапе Соня Эдстрём вывела сборную Швеции на третье место. В личной гонке на 10 км Эрикссон заняла 13-е место.
На чемпионате мира 1954 завоевала бронзу в эстафете.